# Joseph et la femme de Potiphar
Joseph et la femme de Putiphar (ou Potiphar ; en hébreu : יוסף ואשת פוטיפר Yossef vèeshet Potiphar) est un épisode biblique du Livre de la Genèse, ainsi que dans le Coran Sourate 12- Yusuf (Joseph).
Reprenant le cours du récit après avoir évoqué les aléas de Juda, l’histoire narre les déboires de Joseph en Égypte. Vendu en esclave à Putiphar, exécuteur en chef du roi d’Égypte, Joseph se voit béni par Dieu comme ses pères avant lui, et monte rapidement dans la hiérarchie domestique mais il suscite le désir de la femme de son maître. Après avoir tenté de le séduire, elle le diffame en l’accusant d’avoir voulu la violer et il se retrouve en prison.
Ce récit, représentant un motif répandu dans nombre de cultures, a en retour généré de nombreuses élaborations dans le judaïsme, le christianisme et l’islam en revêtant chaque fois de nouvelles formes. Il a inspiré de nombreuses œuvres d'art.

## Thème
Le récit biblique met en scène Joseph (fils de Jacob), vendu comme esclave en Égypte, où il a pour maître un officier de Pharaon nommé Putiphar. Or la femme de Putiphar tente de séduire Joseph, qui repousse ses avances. Elle l'accuse alors d'avoir essayé de la violer. Putiphar, qui la croit sur parole, fait incarcérer Joseph. Celui-ci restera en prison pendant deux ans, jusqu'à ce que Pharaon reconnaisse sa valeur et lui donne le commandement de l'Égypte (Gn 41:37-43). Cette intrigue semble inspirée de celle du conte célèbre de l'Égypte antique intitulé « Conte des deux frères », à savoir la femme qui essaie de séduire un homme et lui cause du tort à la suite de son refus, prétendant qu'il aurait essayé d'avoir un rapport avec elle. Un autre élément, la mention d'un taureau émasculé, est une similitude dans des interprétations rabbiniques de l'attribut de Joseph, le taureau[Interprétation personnelle ?].

## Texte biblique
« Or, Joseph était beau de taille et beau de figure. Après ces choses, il arriva que la femme de son maître porta les yeux sur Joseph, et dit : Couche avec moi ! Il refusa, et dit à la femme de son maître : Voici, mon maître ne prend avec moi connaissance de rien dans la maison, et il a remis entre mes mains tout ce qui lui appartient. Il n’est pas plus grand que moi dans cette maison, et il ne m’a rien interdit, excepté toi, parce que tu es sa femme. Comment ferais-je un aussi grand mal et pécherais-je contre Dieu ? Quoiqu’elle parlât tous les jours à Joseph, il refusa de coucher auprès d’elle, d’être avec elle. Un jour qu’il était entré dans la maison pour faire son ouvrage, et qu’il n’y avait là aucun des gens de la maison, elle le saisit par son vêtement, en disant : Couche avec moi ! Il lui laissa son vêtement dans la main, et s’enfuit au-dehors. Lorsqu’elle vit qu’il lui avait laissé son vêtement dans la main, et qu’il s’était enfui dehors, elle appela les gens de sa maison, et leur dit : Voyez, il nous a amené un Hébreu pour se jouer de nous. Cet homme est venu vers moi pour coucher avec moi ; mais j’ai crié à haute voix. Et quand il a entendu que j’élevais la voix et que je criais, il a laissé son vêtement à côté de moi et s’est enfui dehors. Et elle posa le vêtement de Joseph à côté d’elle, jusqu’à ce que son maître rentrât à la maison. Alors elle lui parla ainsi : L’esclave hébreu que tu nous as amené est venu vers moi pour se jouer de moi. Et comme j’ai élevé la voix et que j’ai crié, il a laissé son vêtement à côté de moi et s’est enfui dehors. Après avoir entendu les paroles de sa femme, qui lui disait : Voilà ce que m’a fait ton esclave ! le maître de Joseph fut enflammé de colère. Il prit Joseph, et le mit dans la prison, dans le lieu où les prisonniers du roi étaient enfermés : il fut là, en prison. »

## Texte coranique
« [23] Or, celle qui l’avait reçu chez elle tenta de le séduire et, fermant toutes les portes, elle lui dit : «Viens ! Je suis à toi !» – «Dieu m’en préserve !, s’exclama Joseph. Je ne peux trahir mon maître qui m’a traité avec générosité, car les traîtres ne peuvent jamais prospérer.» [24] Mais elle avait complètement succombé à son charme et lui aussi l’aurait désirée s’il n’avait pas été éclairé par un signe de son Seigneur. Et c’est ainsi que Nous avons écarté de lui le mal et la turpitude. Il était, en effet, un de Nos serviteurs élus. [25] Tous deux se précipitèrent vers la porte, et elle lui déchira sa tunique par derrière. Ils trouvèrent le mari devant la porte, et aussitôt la femme s’écria : «Quel châtiment mérite celui qui a voulu déshonorer ta femme, sinon la prison ou un supplice exemplaire?» [26] – «C’est elle, répliqua Joseph, qui a voulu me séduire !» Un parent de l’épouse, qui assistait à la scène, intervint alors en disant : «Si la tunique de Joseph est déchirée par devant, c’est la femme qui dit vrai et c’est Joseph qui ment. [27] Mais si la tunique est déchirée par derrière, c’est elle qui ment et c’est Joseph qui est sincère.» [28] Ayant vu que la tunique était déchirée par derrière, le mari dit : «Voilà bien une de vos perfidies ! Les perfidies des femmes sont vraiment redoutables ! [29] Joseph, oublie cet incident ! Et toi, femme, implore le pardon de ton péché, car tu as été vraiment fautive !»
[30] Et l’on se mit à dire entre femmes en ville : «L’épouse du grand intendant s’est éprise de son valet ; elle en est follement amoureuse, au point qu’elle a perdu tout contrôle sur elle-même !»
[31] Lorsqu’elle eut vent de leurs méchants commérages, elle les invita chez elle à un banquet, et remit à chacune d’elles un couteau. Puis elle ordonna à Joseph de paraître. Dès qu’elles l’aperçurent, elles furent émerveillées au point que, dans leur trouble, elles se tailladèrent les mains, en s’écriant : «Grand Dieu ! Ce n’est pas un être humain, mais c’est un ange merveilleux !» [32] – «Voilà donc, dit-elle, celui qui m’a valu vos reproches. J’ai voulu effectivement le faire céder à mes désirs, mais il a tenu à rester chaste. Or, s’il ne fait pas ce que je lui ordonne, il sera certainement jeté en prison et connaîtra un sort misérable.»
[33] «Seigneur, dit Joseph, je préfère la prison au crime auquel me convient ces femmes ; et si Tu ne me préserves pas de leurs stratagèmes, je finirai par céder à mon penchant pour elles et sombrerai dans le paganisme.» [34] Son Seigneur l’exauça et le préserva de leurs ruses, car Il est Celui qui entend tout et sait tout. (sourate 12). »

## Interprétations

### La femme de Putiphar en littérature

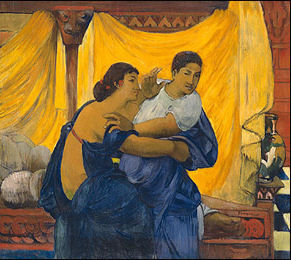
Joseph et la femme de Putiphar, par Gauguin (1896), coll. part.

La femme de Putiphar ne porte pas de nom dans la Bible ni dans la tradition chrétienne. En revanche, un midrash intitulé le Sefer haYashar (midrash) se fait l'écho de récits médiévaux qui lui donnent le nom de Zouleïkha.

Elle n'est pas davantage nommée dans le Coran, mais des traditions musulmanes du Moyen Âge l'appellent également Zouleïkha. Dans La Conférence des oiseaux de Farid al-Din Attar (1177), l'épisode est utilisé à plusieurs reprises pour montrer l'aspect nécessairement destructeur de l'amour mystique.
Joseph se dénuda; à la vue de son corps / Un trouble s'éleva des sept cieux ébahis / L'homme leva la main et le frappa si fort / Que Joseph en tomba et mordit la poussière /Cette fois, Zoleykhâ, en l'entendant crier / S'écria: "Il suffit, ce cri-là est sincère! / Avant, les autres plaintes étaient des petits riens / Cette fois cependant, son cri venait de loin. / (...) / Et tant que tu n'es pas habité de douleur / Tu n'es pas ce joyau unique parmi les hommes / Quiconque a dans son coeur la blessure d'amour / Ne trouve le repos ni la nuit ni le jour.
Les velléités d'adultère de Zouleïkha sont habituellement expliquées par le fait que son mari pourrait être un eunuque, hypothèse reprise par Thomas Mann dans son roman Joseph en Égypte (1936). Dans ce troisième volet de sa tétralogie Joseph et ses frères, Mann dépeint la déchéance d'une épouse d'abord exemplaire puis peu à peu consumée par une passion morbide.

### Iconographie

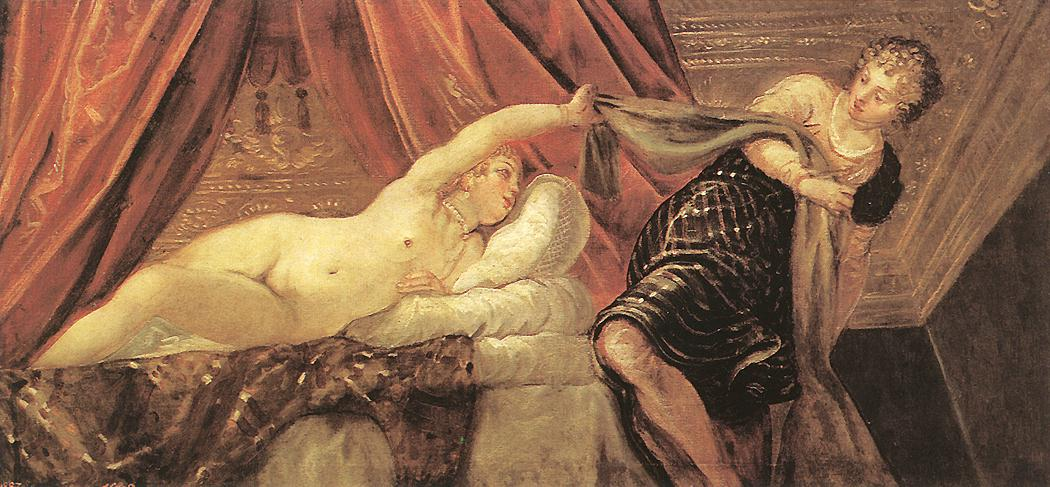
Joseph et la Femme de Putiphar, par Le Tintoret (1555), musée du Prado, Madrid.

La scène de sa tentative de séduction figure dans diverses miniatures persanes, notamment chez Behzad.
Le chapitre 39 du Livre de la Genèse a été représenté par de nombreux maîtres de l'art chrétien, depuis au moins la Genèse de Vienne (première moitié du VIe siècle) jusqu'à La Chronique de Nuremberg (1493). Des sculptures, fresques, vitraux et enluminures relaient le thème dans les cathédrales de Bourges, Tours, Rouen et Chartres. Dans ce dernier cas, la femme de Putiphar, sur le socle de la statue de Joseph au portail nord, tend l'oreille vers un dragon qui lui prêche l'infidélité.
Dans le domaine de la peinture et de la gravure, outre l'École de Fontainebleau, on peut citer Lucas van Leyden, Le Tintoret, Ludovico Cigoli, Leonello Spada, Orazio Gentileschi, Guido Reni, Battistello, Carlo Francesco Nuvolone, Murillo, Le Guerchin, Rembrandt, Artemisia Gentileschi, Francesco Solimena, Nattier, Noël Hallé, Fragonard, Gauguin... Certains d'entre eux ont traité à plusieurs reprises ce sujet, qui est l'un des classiques de l'art érotique.

### Galerie

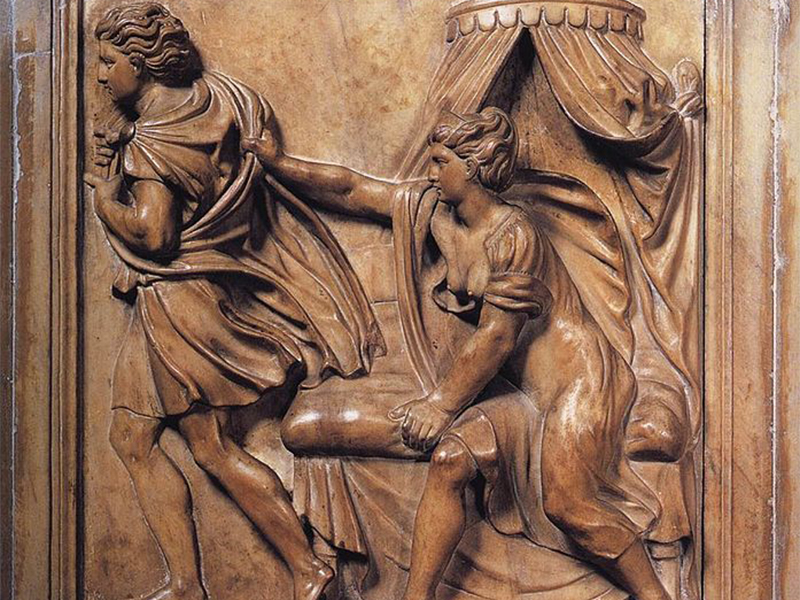
Properzia de' Rossi (vers 1525).
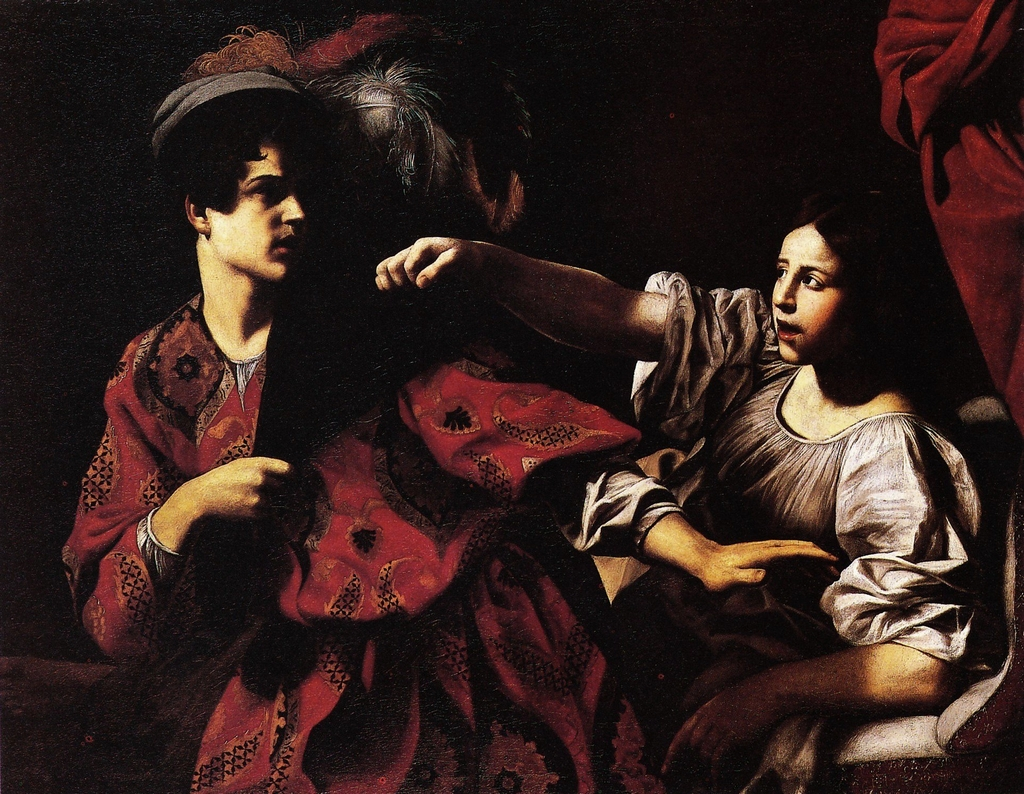
Battistello, 1618.
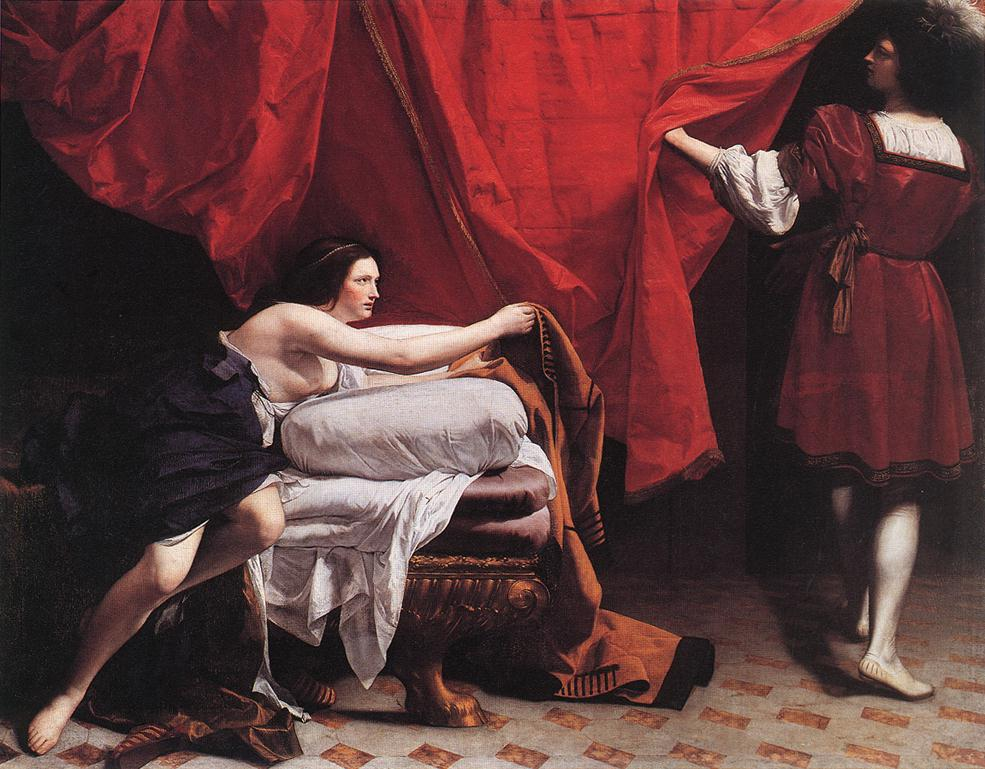
Orazio Gentileschi, v. 1626-1630.
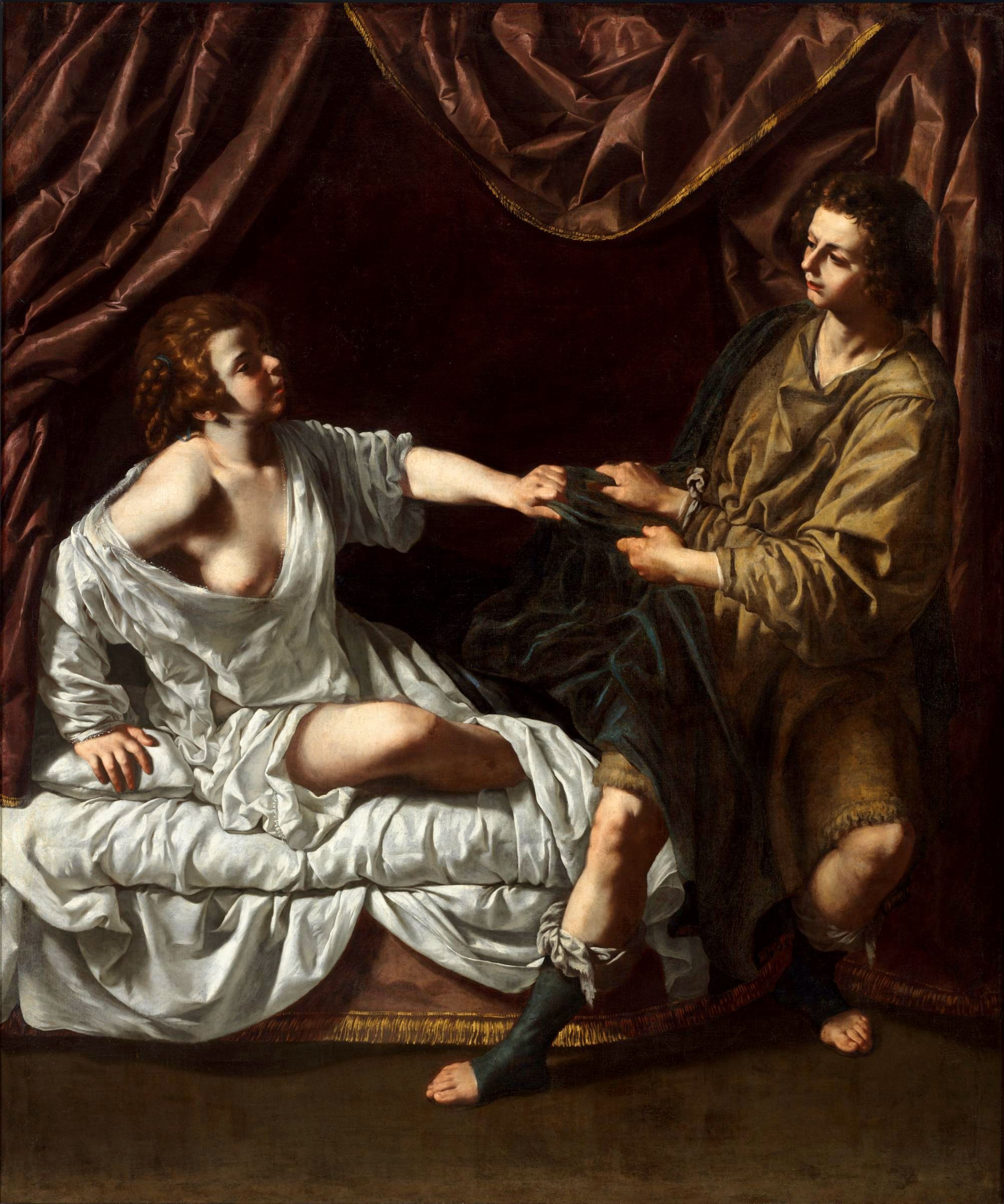
Artemisia Gentileschi (attr.), v. 1622-1640.
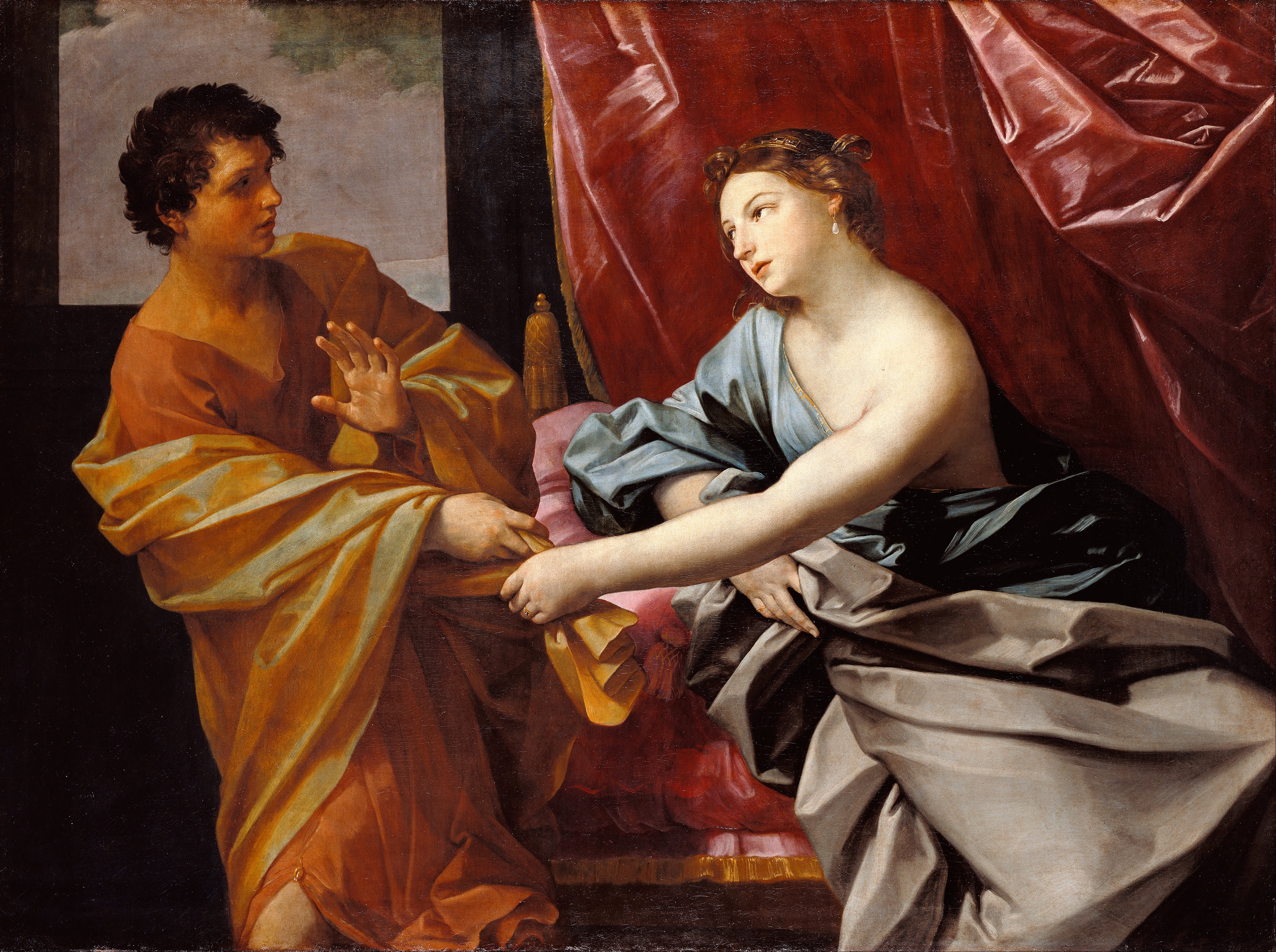
Guido Reni, v. 1630.
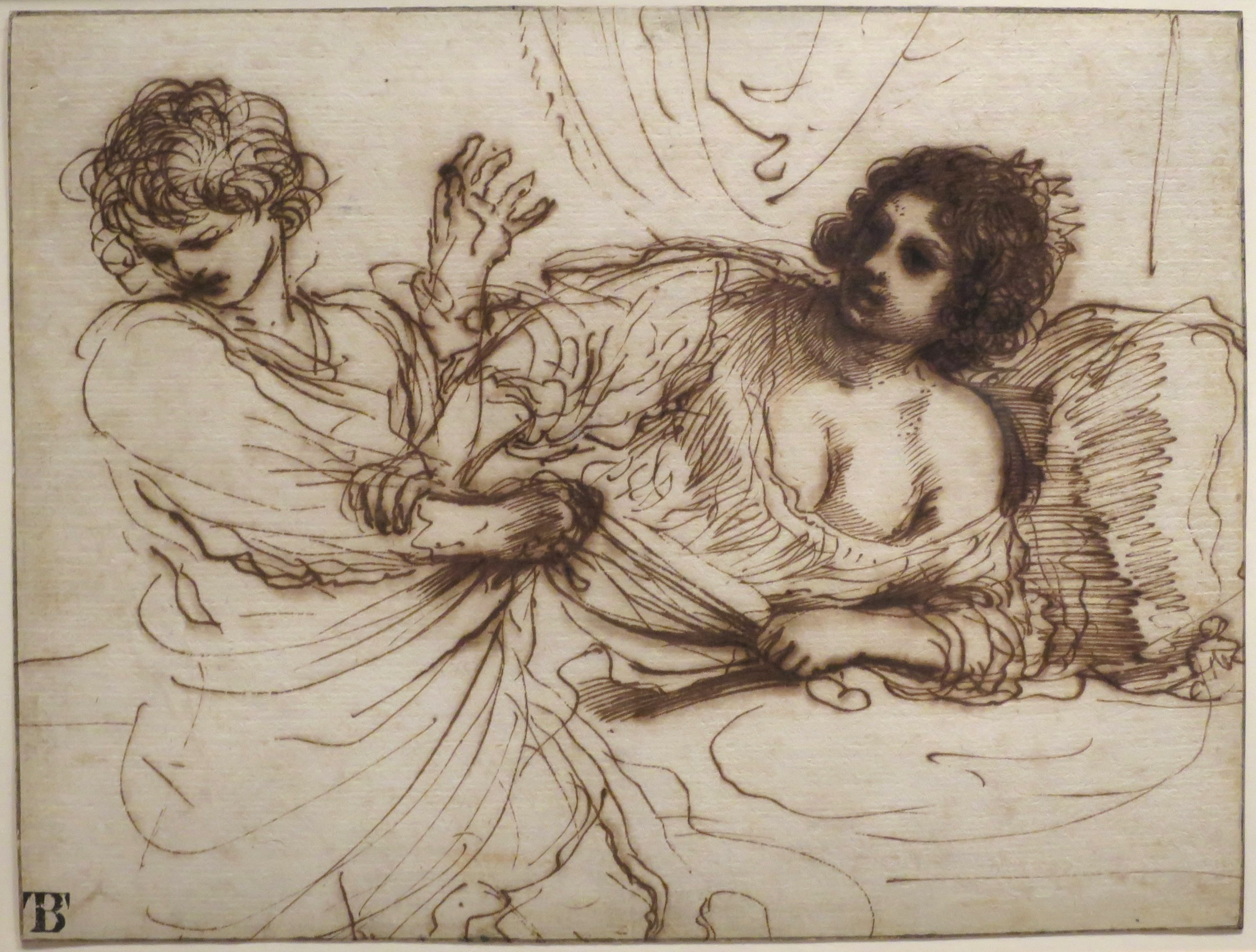
Le Guerchin, 1649.
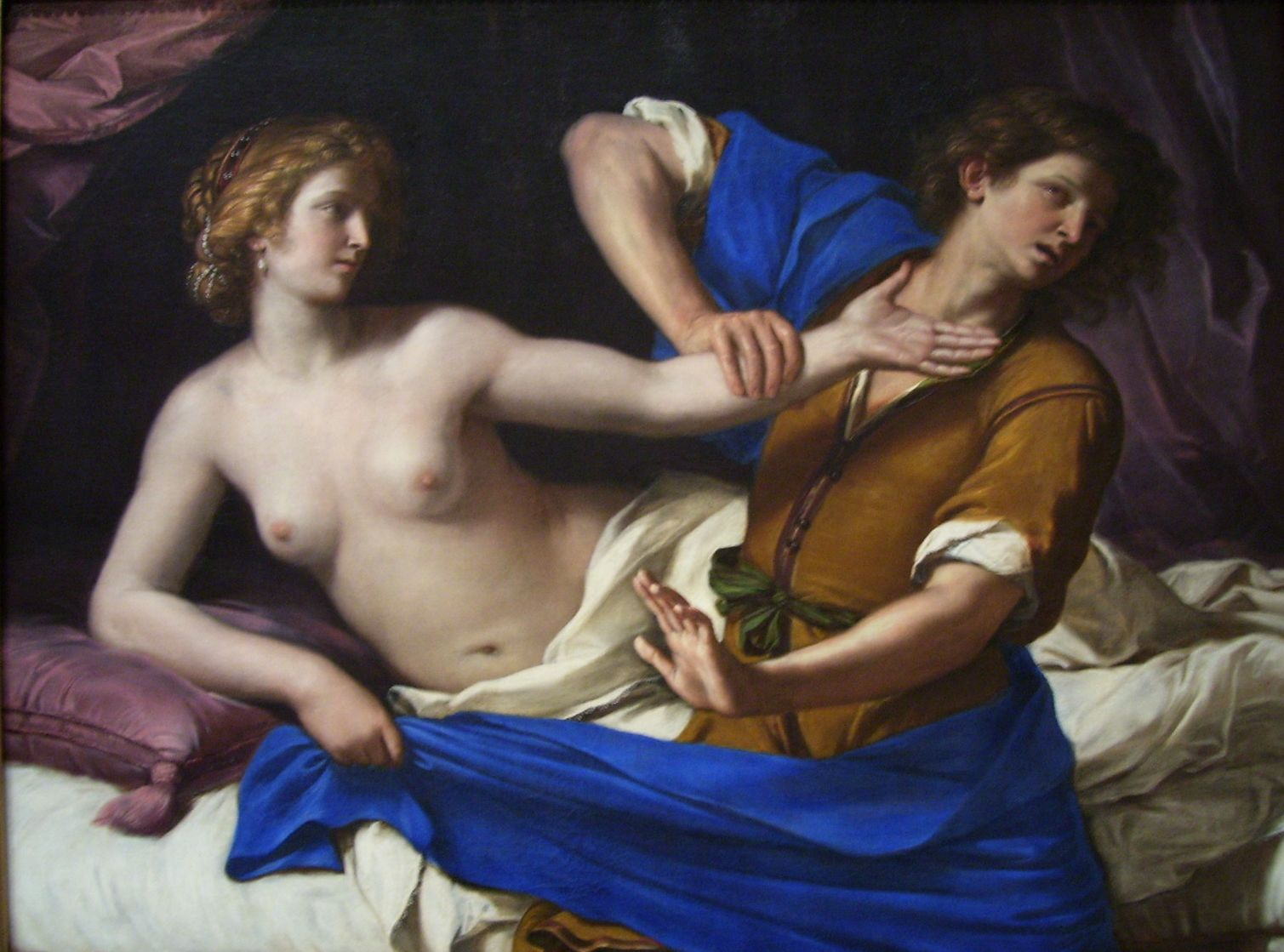
Le Guerchin, 1649.

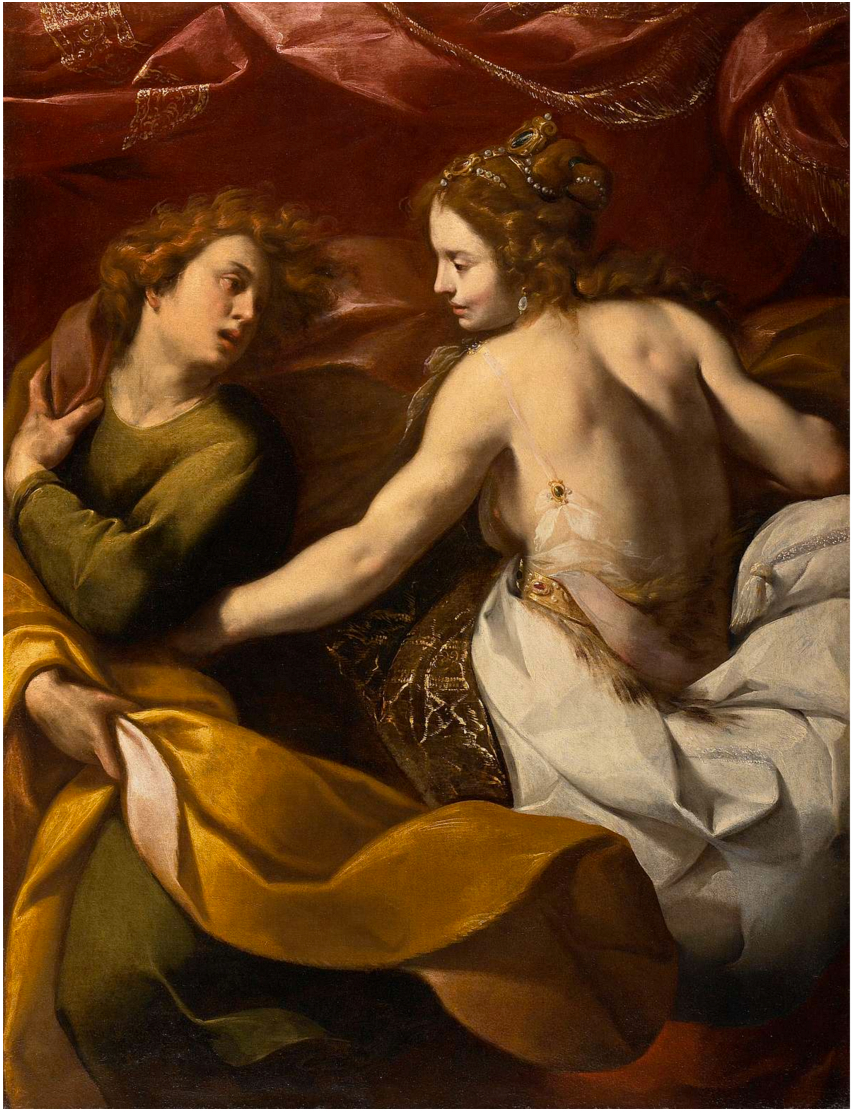
Carlo Francesco Nuvolone, v. 1640.
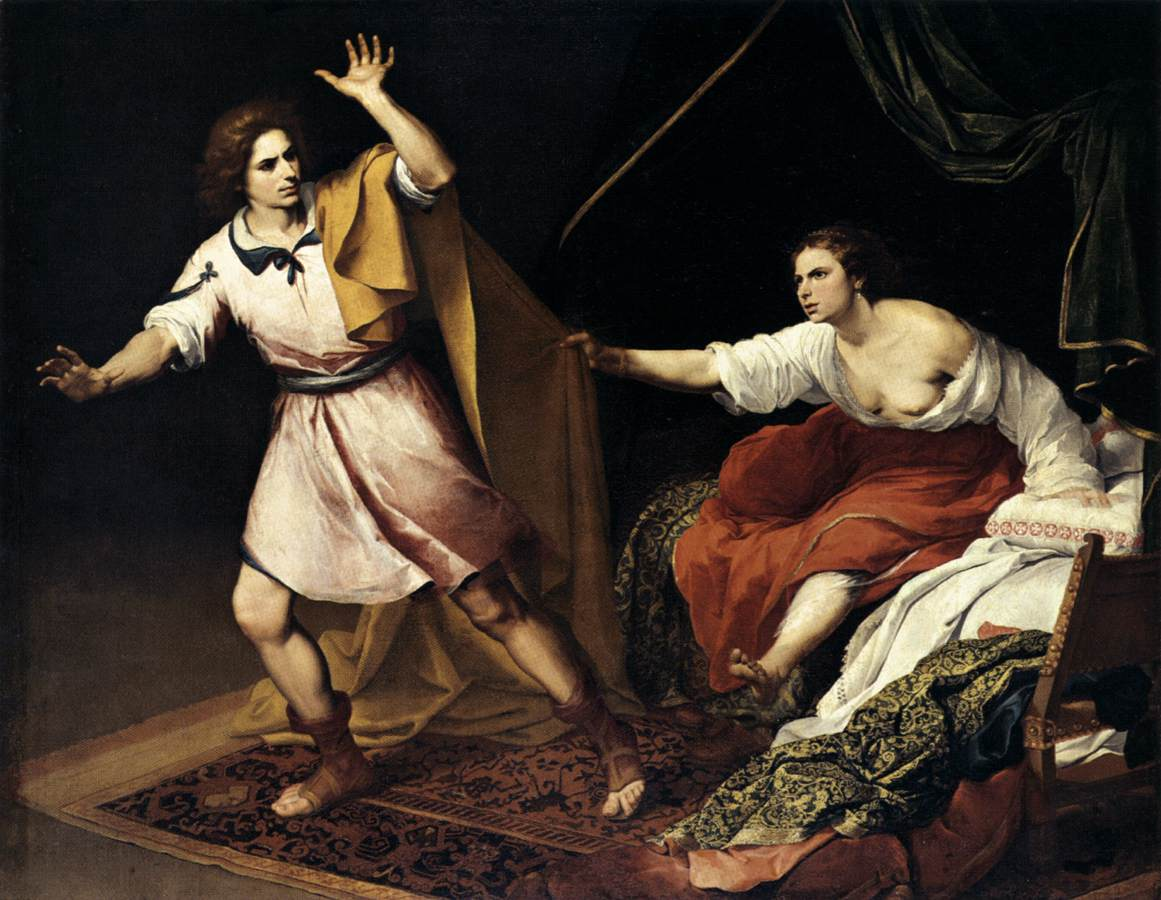
Murillo, v. 1640-1645.
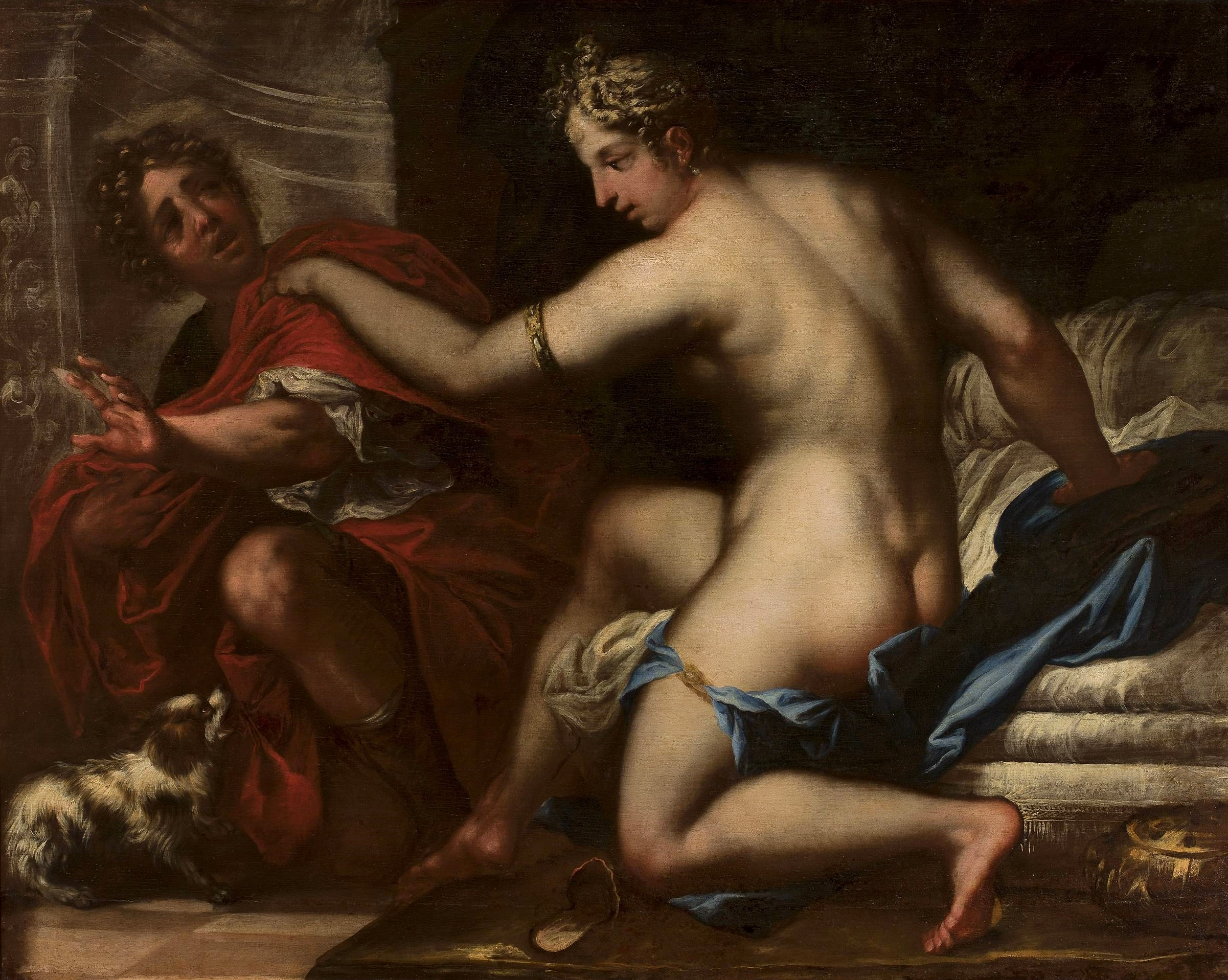
Pietro Liberi, dit « Le Libertin », musée national de Varsovie.
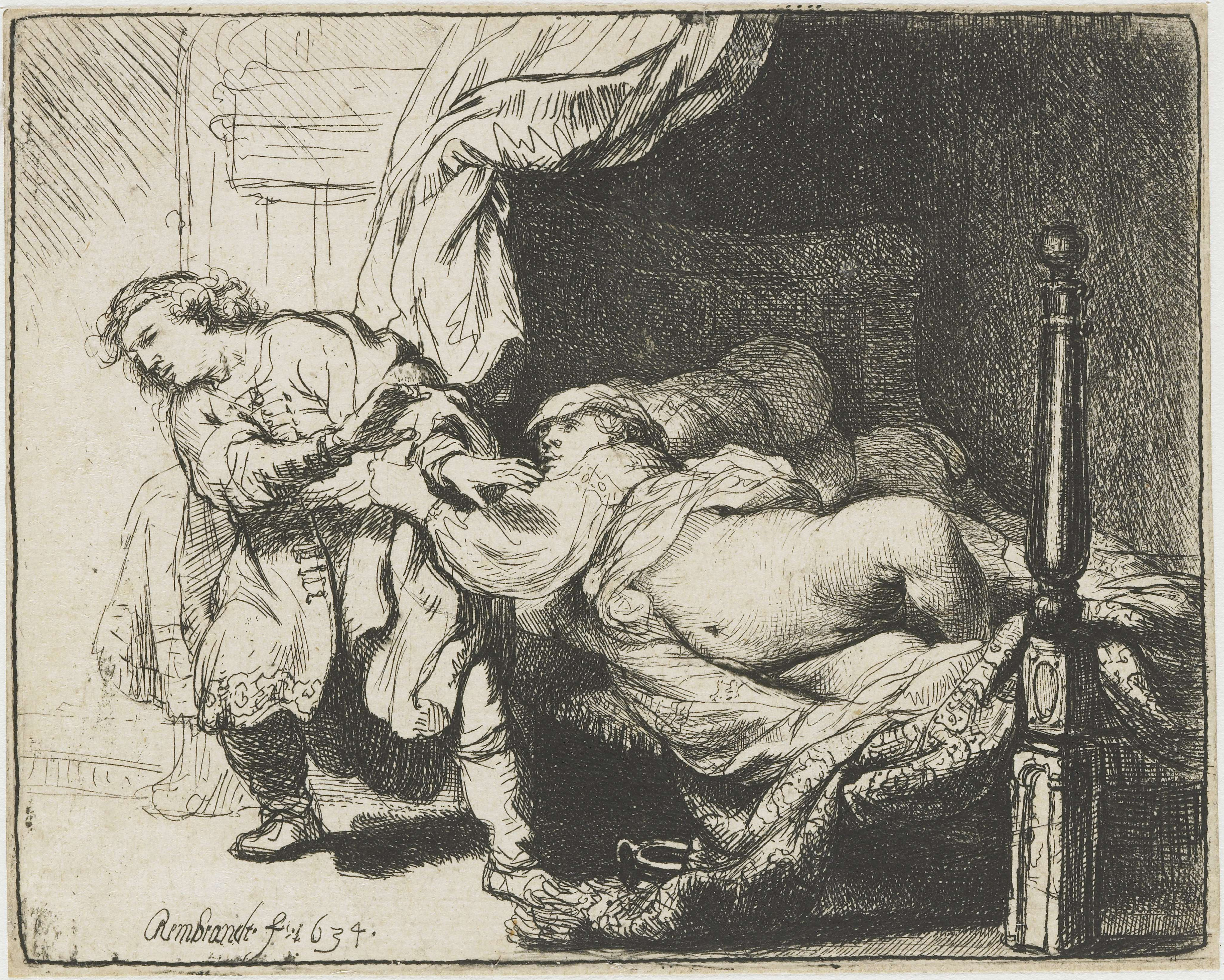
Rembrandt, Joseph et la femme de Potiphar, eau-forte, 1634.
Rembrandt, Joseph accusé par la femme de Potiphar, 1655, National Gallery of Art.
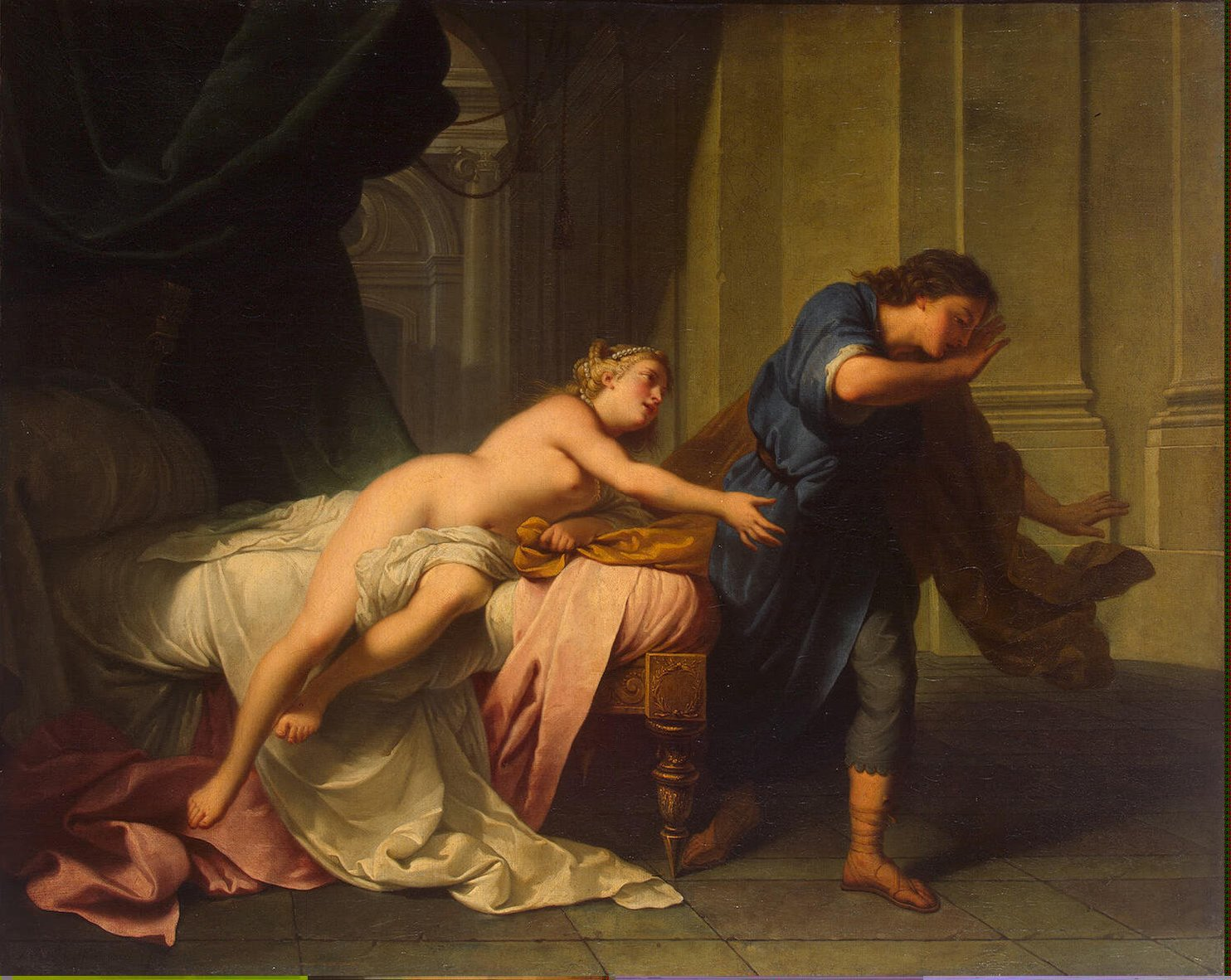
Jean-Baptiste Nattier, 1711 Musée de l'Ermitage à Saint-Pétersbourg.
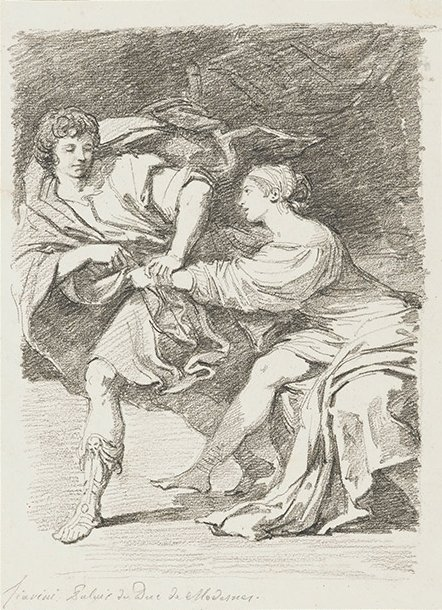
Fragonard, 1760-1761.
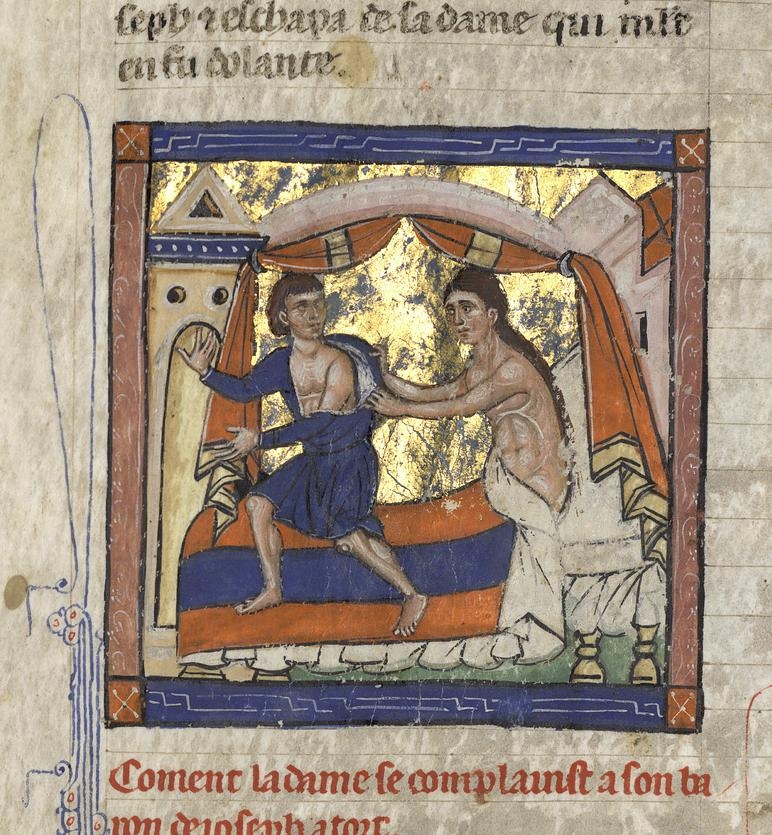
Miniature de Joseph et la femme de Putiphar (f. 47v), Manuscrit Ms 562 de la Bibliothèque municipale de Dijon, l'Histoire ancienne jusqu'à César, 1260-1270, conservé à la Bibliothèque municipale de Dijon

### Musique
Richard Strauss a composé en 1912-1914 la musique d'un ballet en un acte, La Légende de Joseph (Josephslegende, op. 63), inspiré de l'histoire de Joseph et de la femme de Putiphar, sur un argument de Hofmannsthal et Harry Kessler. Destinée aux Ballets russes de Serge de Diaghilev, l'œuvre fut créée à l'Opéra de Paris le 14 mai 1914 avec, non pas Nijinski dans le rôle-titre, brouillé avec Diaghilev, mais Leonide Massine.